# Fluorure de chrome(II)
Le fluorure de chrome (II) est un composé inorganique de formule CrF2. Il existe sous la forme d'un solide irisé bleu-vert. Le fluorure de chrome (II) est peu soluble dans l'eau, presque insoluble dans l'alcool et soluble dans l'acide chlorhydrique bouillant, mais n'est pas attaqué par l'acide sulfurique distillé à chaud ou l'acide nitrique. Comme d'autres composés chromés, le fluorure de chrome (II) est oxydé en oxyde de chrome (III) par l'air.

## Préparation et structure
Le composé est préparé en faisant passer du fluorure d’hydrogène anhydre sur du chlorure de chrome (II) anhydre. La réaction peut être réalisée à température ambiante, mais est généralement chauffée à 100-200 °C pour assurer l'achèvement :
CrCl2 + 2HF → CrF2 + 2HCl
Comme de nombreux difluorures, CrF2 adopte une structure semblable à celle du rutile avec une géométrie moléculaire octaédrique autour de Cr(II) et une géométrie trigonale en F−. Deux des six liaisons Cr–F ont une longueur de 2,43 Å et quatre ont une longueur d'environ 2,00 Å. Cette distorsion est une conséquence de l'effet Jahn-Teller qui résulte de la configuration électronique d4 de l'ion chrome(II).